# Leader Music
Leader Music es una compañía discográfica argentina que edita a músicos de diferentes estilos. Entre sus principales artistas se encuentran: Ráfaga, Flor de Piedra, Corazón Serrano, Gilda, Yerba Brava, El Reino Infantil, Antonio Ríos, David Bolzoni, Grupo Néctar, Valeria Lynch, Hilda Lizarazu, José Vélez, Patricia Sosa, Los Palmeras, D-mente, y Malagata entre otros. Tiene una división llamada Leader Vision que distribuye películas. Entre sus principales socios se encuentran: Pol-ka Producciones, García Ferré Producciones, ITV Studios, HanWay Films y StudioCanal, el tercer catálogo de películas más importante del mundo (después de WB/TE y MGM/UA)

## Historia
Leader Music comienza sus actividades en la industria discográfica en el año 1982. En ese tiempo estaba dedicada en su mayoría a la música tropical, segmento que actualmente lidera. Luego abrió su catálogo a músicos de otros géneros hasta llegar a la actualidad donde cuenta con 30 artistas con contrato vigente y cerca de 800 álbumes editados.
Alcanzó su máximo de popularidad y récord de ventas en los años 90 en el auge de la movida tropical con artistas como Lía Crucet, Karicia, Ricky Maravilla, Alcides, Sebastián, Pocho La Pantera, Grupo Green, Grupo Malagata, Antonio Ríos, Gilda, Walter Olmos y el grupo Ráfaga. Que gracias a la difusión en los medios masivos de comunicación se insertaron en todas las clases sociales de Argentina.
A fines de los 90 logran alcanzar el récord del mercado de música tropical en Argentina superando a sus 3 competidoras directas Disgal S.A (quien le había superado en ventas durante la primera mitad mitad de los 90), DBN y Ecco Sound. En los 90 también adquirieron las licencias para la comercialización en Argentina de catálogos de las disqueras mexicanas Disa, Balboa Récords, Musart, Luna Récords, Fonovisa y la colombiana Discos Fuentes. De esta forma comercializaron a nivel local los materiales de artistas de la movida tropical mexicana y colombiana, como Los Ángeles Azules, Rayito Colombiano, Los Bybys, Aniceto Molina, La Sonora Dinamita, Lisandro Meza entre otros. También se dedica a la difusión en menor medida de otros géneros de música como el folklore argentino, tango, boleros y baladas clásicas, música internacional de los años 80s, música de ambiente e instrumental. Generalmente por la adquision de catálogos de disqueras extintas, o licencias internacionales que ya no tiene distribuidor en la Argentina. En los años 90 obtuvo fugazmente la licencia del catálogo la extinta disquera argentina Music Hall y se reeditaron en aquellos años ediciones de los primeros discos de Miguel Mateos, Charly García, Pappo's Blues incursionando también de pequeña forma en el mercado del rock nacional. También se amplió el catálogo de artistas populares de lo que en Argentina se denomina música melódica con artistas como Los Cinco Latinos, Estela Raval, Dyango, José Vélez y Tormenta.
La empresa se encarga de la distribución de los discos, tercerizando el servicio logístico en una empresa llamada Osme S.A. En Argentina cuenta con un amplio edificio propio en el barrio porteño de constitución, en la calle San Jose al 1200 y con gran cantidad de empleados. Leader Music Group posee filiales con oficinas propias en Chile y México y también distribución en Uruguay, Colombia y Venezuela.
Leader Music México tiene oficinas en el D.F. y ha publicado más de 200 títulos en CD y DVD. En tanto Leader Music Chile, posee oficinas en Santiago de Chile y cuenta con un catálogo de 500 títulos en CD y 200 títulos en DVD. Además cuenta con artistas como: Corazón Serrano, Garras de Amor, Los Reales del Valle, Eliseo Guevara, Los Manantiales, Los Luceros del Valle, Los Príncipes del Norte, La Sonora de Tommy Rey, Bronco, Jhojan & Josepth, Banda Bicentenario, Los Kuatreros del Sur y Ricky Maravilla.